# Befolkning
I sociologi og biologi er en befolkning en gruppe af mennesker, organismer af en given art, der bebor et givet geografisk område og som ofte er opgjort ved en folketælling.
Ordet "befolkning" har samme betydning som indbyggere, dog vil det som regel blive anvendt om et større områdes (fx et lands eller en verdensdels) beboere, mens "indbygger" som oftest omfatter et mindre områdes (fx en bys, et sogns eller et amts) beboere.

## Befolkningsstudiers betydning
"Befolkningen er Statistikens vigtigste og egenlige Gjenstand. er Statens Indhold og Maal, det Midtpunkt, hvorom Statslivet drejer sig. Befolkningen betinger Statens Magt og skaber dens Velstand. Alt hvad der sker i Staten, er Befolkningens Værk, og sker for dens Skyld. Befolkningen betinger alle Statens Indretninger. ikke blot den absolute Befolkning, ogsaa den relative kommer det her an paa. At kjende Befolkningen, absolute og den relative, den faktiske og den retlige; at kjende Befolkningens fysiske Ejendommeligheder, Fordeling mellem de to Kjøn og mellem de forskjellige Aldersklasser, dens Fordeling mellem Familier og efter ægteskabelige Forhold, dens Nationalitets- og Religions- og Erhvervsforhold, dens øjeblikkelige Tilstande — er nødvendigt for Forstaaelsen af det Samfund, vi leve i. Men ikke blot dens Tilstand et givet Øjeblik, ogsaa dens Bevægelser, dens Vorden og Bortgang, maa kjendes, og kjendes om muligt med exakt Nøjagtighed. Det er Befolkningsstatistikens Opgave at skaffe os denne Kundskab."
Således skrev et kvikt hoved i Nationaløkonomisk Tidsskrift i 1883 og begrundede derved befolkningkundskabens betydning. Man kan naturligvis mene, at kendskabet til et lands eller områdes befolknings størrelse i sig selv er af begrænset betydning, hvis man ikke kan sætte denne oplysning i forhold til andre oplysninger; i sig selv siger befolkningsstørrelsen jo ikke andet end, at der inden for et givet område på et givet tidspunkt bor så og så mange mennesker, men selv i sin mest begrænsede form giver et sådant sikkert tal den ansvarlige statsledelse et grundlag for at skønne om den arbejdskraft, der står til rådighed ved landets opbygning, den formentlige skatteydende evne, der forefindes, eller (især i ældre tid) den menneskemasse, der i givet fald kunne mobiliseres til landets forsvar. Om sidstnævnte forhold skrev præsten og landøkonomen J. D. W. Westenholz i bogen "Om folkemængden i bondestanden", som udkom i 1772, 3 år efter Danmarks første folketælling:
"Jeg tro, man kunne billig spørge, om det er mere tilladeligt for en lærd mand at angive i sine skrifter, hvor mange folk et land haver, end at angive, hvor mange kanoner, der findes i en grænsefæstning."
Skatteevne og forsvarsevne var alvorlige spørgsmål, og udfaldet af den første danske folketælling blev da heller ikke umiddelbart offentliggjort; først i 1789 offentliggjorde G. C. Oeder den første egentlige oversigt over 1769-tællingens udfald – i et tysk tidsskrift trykt i Göttingen!
Værdien af den kundskab, der ligger i kendskabet til et givet områdes befolkning, vokser betydeligt så snart, at denne oplysning kan sættes ind i en sammenhæng. Dette kan ske på to måder:
1. befolkningstallet kan sættes i forhold til samtidige befolkningstal for andre lande og områder. Derved kan man danne sig et første indtryk af den vægt og styrke, landet kan virke med;
2. befolkningstallet kan sættes i forhold til tidligere opgjorte befolkningstal for samme område. Derved kan man danne sig et første indtryk af landets eller områdets trivsel og af virkningen af de begivenheder, der i mellemtiden måtte være fundet sted: krige og epidemier, hungersnød eller velstandstider, udvandringer eller indvandringer.

Værdien af oplysninger om befolkningsforhold vokser naturligvis i takt med omfanget af de oplysninger, der kendes om sammensætning og forandringer heri så som familiemønstre (vielser og skilsmisser), offentlig sundhed, arbejde og arbejdsstyrke samt familieplanlægning. Andre sider af menneskers opførsel i befolkninger studeres også inden for sociologi, økonomi og geografi. Undersøgelser af befolkninger er som oftest styret af sandsynlighed og slutninger fra en undersøgelse vil ofte ikke være anvendelige på hvert enkelt individ i en befolkning. Kundskaben om befolkningsforhold bruges i stor stil inden for markedsføring. For eksempel vil en forretning, der ønsker at nå et nyt, større eller yngre marked, kigge på befolkningens mængde og sammensætning for forskellige områder for at finde det sted, hvor kundegrundlaget er mest fordelagtigt.

## Befolkningens størrelse gennem tiden

### 1800-tallet
Først i løbet af 1800-tallet begyndte der at fremkomme sikre oplysninger om de forskellige landes befolkningers størrelse. Ved århundredeskiftet kunne opstilles nedenstående oversigt (* angiver skønnede tal):
| Land                     | år   | folketal i mio. | år   | folketal i mio. | år   | folketal i mio. |
| ------------------------ | ---- | --------------- | ---- | --------------- | ---- | --------------- |
| Danmark (uden Island)    | 1801 | 0,931           | 1850 | 1,416           | 1901 | 2,465           |
| Sverige                  | 1800 | 2,347           | 1850 | 3,483           | 1900 | 5,136           |
| Norge                    | 1801 | 0,883           | 1855 | 1,490           | 1900 | 2,231           |
| Finland                  | 1800 | 0,833           | 1850 | 1,637           | 1900 | 2,700*          |
| Storbritannien og Irland | 1801 | 16,237          | 1851 | 27,724          | 1901 | 41,455          |
| Nederlandene             | 1800 | 2,150*          | 1849 | 3,057           | 1899 | 5,103           |
| Luxembourg               | 1800 | 0,160*          | 1852 | 0,193           | 1900 | 0,237           |
| Belgien                  | 1800 | 3,000*          | 1846 | 4,337           | 1899 | 6,745*          |
| Tyskland                 | 1800 | 24,500*         | 1850 | 35,397          | 1900 | 56,345          |
| Østrig                   | 1800 | 13,300*         | 1850 | 17,535          | 1900 | 26,107          |
| Ungarn                   | 1800 | 10,000*         | 1850 | 13,192          | 1901 | 19,204          |
| Bosnien og Herzegovina   | 1800 | 1,000*          | 1850 | 1,150*          | 1895 | 1,662           |
| Schweiz                  | 1800 | 1,750*          | 1850 | 2,393           | 1900 | 3,327           |
| Frankrig                 | 1800 | 26,754          | 1851 | 34,930          | 1901 | 38,900*         |
| Italien                  | 1800 | 18,124*         | 1852 | 24,348          | 1901 | 32,450          |
| Spanien                  | 1797 | 10,541          | 1850 | 14,800*         | 1897 | 18,078          |
| Portugal                 | 1801 | 2,932           | 1854 | 3,499           | 1900 | 5,300*          |
| Rusland (europæiske del) | 1800 | 38,000*         | 1851 | 57,650*         | 1897 | 103,671         |
| Rumænien                 | 1800 | 2,600*          | 1850 | 3,301*          | 1900 | 7,000*          |
| Serbien                  | 1800 | 0,900*          | 1850 | 0,957           | 1900 | 2,494           |
| Bulgarien                | 1800 | 2,200*          | 1850 | 2,700*          | 1901 | 3,733           |
| Montenegro               | 1800 | 0,200*          | 1850 | 0,220*          | 1899 | 0,255*          |
| Grækenland               | 1800 | 1,000*          | 1848 | 1,207           | 1896 | 2,434           |
| Tyrkiet                  | 1800 | 4,800*          | 1850 | 5,350*          | 1899 | 6,400*          |

Europas samlede befolkning kunne således beregnes til omkring 186 mio. indbyggere omkring 1800, til 262 mio. indbyggere i midten af 1800-tallet og til omkring 398 mio. indbyggere ved år 1900. Det bemærkes, at især de ældre tal er usikre. Ligeledes skal huskes, at de enkelte landes afgrænsning forandredes ved krige o.lign. gennem århundredet.
De enkelte landes befolkninger afspejler tillige hvilke områder, der udgjorde større samlede enheder, og hvilke dele af Europa, der var opsplittet i mange mindre enheder. Sidstnævnte var især tilfældet henholdsvis i Nordvesteuropa (herunder Norden) og på Balkan, mens resten af det vestlige Europa var opdelt i mellemstore lande og Østeuropa udgjorde eet stort samlet land: Det russiske Kejserrige. Med kendskab til den senere udvikling må man savne lande, som siden opnåede selvstændighed: Estland, Letland, Litauen, Hviderusland, Polen, Tjekkiet, Slovakiet, Slovenien, Kroatien, Moldova og Ukraine foruden landene i Kaukasus, hvis tal for befolkning altså helt frem til begyndelsen af det 20. århundrede var medregnede under andre lande.
Uden for Europa skal man overvejende helt frem til århundredeskiftet (1900) eller senere inden, at der foreligger blot nogenlunde sikre oplysninger om befolkningsforholdene. Omkring 1900 lod det sig gøre at opstille følgende folketal:
- Det russiske Kejserrige talte i 1897 omkring 130 mio. indbyggere, heraf 9,5 mio. i Polen, 25,9 mio. i den asiatiske del af riget (heraf 9,2 mio. i Kaukasus og 5,7 mio. i Siberien)[5],
- Nordamerikas Forenede Stater talte den 1. juni 1900 76,3 mio. indbyggere[5],
- Canada havde år 1900 5,43 mio. indbyggere[6],
- Indien talte den 1. marts 1901 294,3 mio. indbyggere[6],
- Kina skønnedes at have mellem 320 og 422 mio. indbyggere[7],
- Japan havde i december 1898 45,5 mio. indbyggere[8],

og for Sydamerikas vedkommende forelå følgende folketal:
- Cuba havde i oktober 1899 1,573 mio indbyggere[8],
- Puerto Rico havde i oktober 1899 0,953 mio indbyggere[8],
- Mexico havde i oktober 1900 13,571 mio indbyggere[8],
- Paraguay havde i 1899 0,656 mio indbyggere[8].

For Afrikas vedkommende opgjordes ingen befolkningstal overhovedet, men verdens samlede befolkning omkring 1900 opgjordes til 1,6 mia. indbyggere – et tal, der dog var behæftet med stor usikkerhed.

### Mellemkrigstiden
I 1932 – lige inden Verden gik af lave – foretog den danske statistiker Adolph Jensen en oversigt over hvad man da vidste om Verdens befolkning:
"Uagtet det saaledes er langt fra, at Alverden endnu er skrevet i Mandtal, finder man dog i statistiske og geografiske Haandbøger Folketals-Angivelser for alle Jordens Egne, og ofte en Totalsum, der indgyder Tillid ved sin Mangel paa Afrundethed. I det internationale statistiske Instituts sidste demografiske Arbejde findes saaledes følgende Sammendrag:
|            | befolkning    |
| ---------- | ------------- |
| Europa     | 484.575.000   |
| Amerika    | 248.772.000   |
| Afrika     | 143.315.000   |
| Asien      | 1.101.692.000 |
| Australien | 9.925.000     |
| I alt      | 1.988.279.000 |
Efter disse Tal, der er beregnede for Aaret 1930 paa Grundlag af de sidste foreliggende officielle Tællinger og „evaluations", skulde Jordens hele Folkemængde altsaa nu rundt regnet udgøre 2 Milliarder.
Hvilken Lid kan man nu fæste til dette Tal?
Ved Bedømmelsen heraf er det af Betydning at skelne mellem de Folketals-Angivelser, der er Resultater af egentlige Tællinger, og dem der er fremgaaet af mindre eksakte Undersøgelsesmetoder. Disse sidste vil vi sammenfatte under Betegnelsen "Vurderinger".
I Aaret 1900 udarbejdede den afdøde engelske Statistiker, den geniale Organisator af de indiske Censusarbejder, Atheistane Baines, en Opgørelse, hvorefter kun 52 Procent af de 1550 Mill. Mennesker, hvortil man dengang anslog Jordens Folkemængde, levede paa Territorier, der var eller havde været inddraget under Folketællinger. Med Benyttelse af det righoldige Materiale i det internationale statistiske Instituts forannævnte Værk har jeg foretaget en tilsvarende Opgørelse for det nuværende Tidspunkt.
I Europa er der kun ét Land, den lille Smugler-Republik Andorra højt oppe i Pyrenæerne, hvor der aldrig har været holdt Folketælling, men dens 5000 Indbyggere gør jo hverken fra eller til i nærværende Sammenhæng. Ogsaa Amerika er nu „talt" næsten helt igennem; af denne Verdensdels halvtredje Hundrede Millioner Indbyggere tilhører kun smaa 4 Mill. Lande uden Folketælling. Afrika, som i Baines' Opgørelse figurerede som „det mørke Fastland", næsten helt uden Folketælling, er nu naaet saa vidt, at kun en Sjettedel af Verdensdelens anslaaede Folkemængde ikke har været inddraget under Tælling, og det samme er Tilfældet med kun en Fyrretyvendedel af Australiens Befolkning.
Alt dette er jo meget tilfredsstillende, men vi har endnu Asien tilbage, og her ser det ikke saa godt ud. Af denne Verdensdels Befolkning, som efter officielle Kilder angives til 1100 Mill., lever kun 610 Mill, i Lande med Folketælling, og de Territorier, hvor Kendskabet til Folketallet alene beror paa Vurderinger, antages altsaa at have en samlet Befolkning paa ikke mindre end 490 Mill. Alt i alt naar vi til, at hvis Jordens Befolkning i Aaret 1930 udgjorde 1988 Mill., hviler 74 pCt. af dette Tai paa Resultater af egentlige Folketællinger.
...Det lader sig naturligvis ikke gøre i al Almindelighed at fastslaa Fejlgrænsen for de Folketals-Angivelser, der hidrører fra Vurderinger. De Erfaringer, der foreligger fra Lande, hvor man først har søgt at bestemme Folketallet ved summariske Metoder og senere har foretaget egentlige Tællinger, synes dog at tyde paa, at de summariske Fremgangsmaader oftest giver noget for høje Tal. Hvis man vilde udnytte denne Erfaring ved vilkaarligt at reducere samtlige Vurderinger med 5 Procent, vilde Totaltallet for hele Jordens Befolkning blive 1962 Mill, i Stedet for 1988 Mill.
Usikkerheden paa Tallet 1988 Mill, er imidlertid langt større, fordi den langt overvejende Del af den „vurderede" Folkemængde falder paa et enkelt stort Landomraade, for hvilket de foreliggende Folketals-Angivelser er stærkt svingende og meget omdisputerede. Dette Landomraade er den kinesiske Republik.
Det er paa en Maade med Urette, naar man bruger Udtrykket „det himmelske Riges utalte Millioner", for saa vidt som næppe noget andet Land i Verden saa tidligt som Kina har søgt at gennemføre omfattende Censusarbejder, kun at Tællingsenheden ikke var Individet men Familien eller Husstanden. Hovedvanskelighederne ved at bestemme Kinas Folketal i tidligere Tid beroede da ogsaa paa Mangel paa virkeligt Kendskab til Husstandenes gennemsnitlige Størrelse i det vældige Landomraades forskellige Dele. I 1910 og 1911 blev der imidlertid foretaget en dobbelt Census, idet man i det første Aar talte Husstandene, i det sidste Individerne. Men forinden dette sidste Arbejde var fuldført, indtraf den Revolution, som bragte Manchu Dynastiet til Fald, og ud af Forvirringen reddedes kun en mindre Del af Tællingspapirerne. Paa Grundlag af den fuldstændige Tælling af Husstandene og den partielle Tælling af Personerne har man beregnet det Folketal for hele Riget, der nu med forskellige Variationer findes anført i de statistiske Haandbøger, nemlig ca. 450 Mill.
For saa vidt vilde Sagen være forholdsvis tilfredsstillende, hvis der ikke for nylig fra sagkyndig Side var blevet rejst alvorlig Kritik mod den Maade, hvorpaa man har fortolket Tallene fra den partielle Tælling af Individerne i 1911. Det synes som om en uheldig Formulering af Tabellerne har foranlediget Dobbeltregning dels af Skolebørnene, dels af vaabenføre Mænd. Tages dette i Betragtning, skulde det forannævnte Tal af 450 Mill, formindskes med over 100 Mill.
:...Det fremgaar af det foranstaaende, at naar vor Klodes Folkemængde angives til ca. 2000 Millioner, maa det ikke opfattes som et blot nogenlunde nøjagtigt Tal. Det er muligt, at det er 150 Mill, for højt eller 50 Mill, for lavt, og væsentlig videre naar man ikke før det lykkes at gennemføre en virkelig paalidelig Folketælling i Kina. I Sammenligning hermed betyder det kun lidet, at Abessinien, Sudan, Afghanistan, Arabien, Persien og en Række mindre Stater og Territorier endnu hører til de Omraader, hvis Folketal er bestemt ved Vurdering.
Endnu i mellemkrigstiden var der således den samme betydelige usikkerhed om Verdens befolkning som ved århundredeskiftet.

### Efterkrigstiden
Man skal derfor helt frem til tiden efter 2. verdenskrig inden, at man kan sige, at "alverden er blevet skrevet i mandtal". Først afviklingen af de gamle koloniimperier og oprettelsen af egne lande med stor selvbevidsthed, mere eller mere vellykkede folketællinger og siden omkring 1970 i mange lande (bl.a. i Danmark) registerfolketællinger, der hvilker på befolkningens elektroniske registrering hos myndighederne, har gjort, at der i dag kan siges at være sådan nogenlunde styr på de enkelte landes befolkninger, omend der fortsat er lande, hvor det end ikke i dag er muligt (eller villighed til) med sikkerhed at fastslå befolkningen. Dette gælder ikke mindst i lande med borgerkrigstilstande. Selv om verdens befolkning derfor ikke kendes til sidste mand, kan man sige, at usikkerheden med hensyn til verdens befolkning i dag er så lille, som det er muligt. Det oplysninger, der i dag kan gives om ethvert lands eller steds befolkning er så omfattende, at det vanskeligt lader sig trykke i blot nogenlunde overskuelig form. Forsøg på elektronisk at holde styr på verdens befolkning med de senest tilgængelige oplysninger gøres i dag af blandt andet U.S. Census Bureau.

## Befolkningens egenskaber
Det siger sig selv, at værdien af oplysningerne om et lands befolkning vokser umådeligt, hvis de indeholder informationer om befolkningens sammensætning. En given befolkning kan beskrives dels ved dens gruppeegenskaber, dels ved dens sammensætning.

### Befolkningens geografiske fordeling
Til gruppeegenskaber henregnes:
- befolkningsfordeling på delområder,
- befolkningstæthed og
- urbaniseringsgrad.

### Befolkningens sammensætning
Til befolkningens sammensætning henregnes dels:
- aldersfordeling,
- kønsfordeling,
- ægtestand,

hvilke kan beskrives samlet med en befolkningspyramide, dels:
- husstande, deres størrelse og sammensætning.

Desuden kan en befolkning beskrives ved dens:
- erhvervsfrekvens,
- erhvervssammensætning,
- racemæssige sammensætning,
- etnicitet.